# CNU (ca sĩ)
Đây là một tên người Triều Tiên, họ là Shin.
Shin Dong-woo (tiếng Hàn: 신동우, sinh ngày 16 tháng 6 năm 1991), được biết đến với nghệ danh CNU, là một nam ca sĩ và diễn viên Hàn Quốc. Anh được biết đến với vai trò là thành viên của nhóm nhạc nam Hàn Quốc B1A4. Năm 2012, anh xuất hiện trong bộ phim sitcom Sent from Heaven của đài KBS. 

## Tiểu sử
Shin Dong-woo sinh ngày 16 tháng 6 năm 1991 tại Cheongju, Chungcheong Bắc, Hàn Quốc. Anh học tại trường trung học Bongmyung. Thời niên thiếu, anh thành lập ban nhạc rock cùng với người bạn Jooyoung. Sau đó anh theo học tại Đại học Hanyang Khoa Sân khấu và Điện ảnh.

## Sự nghiệp
CNU được tiết lộ là thành viên của nhóm nhạc thần tượng B1A4 vào ngày 15 tháng 4 năm 2011, nơi anh đảm nhận vai trò ca sĩ và rapper. Nhóm ra mắt sáu ngày sau với mini album đầu tay Let's Fly và đĩa đơn dẫn đầu "OK". Kể từ đó, CNU đã tham gia vào bốn album phòng thu và sáu EP của B1A4.

## Danh sách đĩa nhạc

### Đã xuất hiện nhạc phim
| Tên                                                                    | Năm  | Thứ hạng cao nhất | Album                            |
| Tên                                                                    | Năm  | KOR               | Album                            |
| ---------------------------------------------------------------------- | ---- | ----------------- | -------------------------------- |
| "The Way to Find Love" (사랑을 찾는 방법; Sarangeul Channeun Bangbeop) | 2016 | —                 | Cinderella with Four Knights OST |
| "No Problem" (괜찮아; Gwaenchanha) cùng với Baro                       | 2018 | —                 | Prison Playbook OST              |

### Sản xuất và sáng tác
| Năm  | Bài hát | Album             | Lời      | Lời                                                  | Nhạc     | Nhạc                       |
| Năm  | Bài hát | Album             | Tham gia | Với                                                  | Tham gia | Với                        |
| ---- | --- | ----------------- | -------- | ---------------------------------------------------- | -------- | -------------------------- |
| 2011 | "Wonderful Tonight"                                                                                        | It B1A4           | Có       | Jinyoung & Baro                                      | Không    | —                          |
| 2011 | "Beautiful Target"                                                                                         | It B1A4           | Có       | Baro & Urihyeong-gwa Naedongsaeng                    | Không    | —                          |
| 2012 | "Wonderful Tonight" (Unplugged Remix)                                                                      | Ignition          | Có       | Jinyoung & Baro                                      | Không    | —                          |
| 2012 | "Beautiful Target" (Japanese ver.)                                                                         | 1                 | Có       | Baro, Urihyeong-gwa Naedongsaeng & Shoko Fujibayashi | Không    | —                          |
| 2013 | "Good Love"                                                                                                | What's Happening? | Có       | Jinyoung & Baro                                      | Không    | —                          |
| 2014 | "Amazing"                                                                                                  | Who Am I          | Có       | Baro                                                 | Không    | —                          |
| 2014 | "Feel with Music"                                                                                          | Who Am I          | Có       | Go Hyung-suk                                         | Có       | Jooyoung & Go Hyung-suk    |
| 2014 | "Seoul" | Who Am I          | Có       | Baro                                                 | Có       | Go Hyung-suk               |
| 2014 | "Drive" | Solo Day          | Có       | Baro                                                 | Có       | Jooyoung & Cheeze          |
| 2015 | "Love Is Magic"                                                                                            | Sweet Girl        | Có       | Baro                                                 | Có       | ZigZag Note                |
| 2015 | "Let's Be Happy"                                                                                           | Sweet Girl        | Có       | Baro                                                 | Có       | Choi Myeong-hwan           |
| 2016 | "Somebody to Love"                                                                                         | 3                 | Có       | Baro, Meg.Me                                         | Có       | Choi Myeong-hwan           |
| 2016 | "Nightmare"                                                                                                | Good Timing       | Có       | Baro                                                 | Có       | Gureum                     |
| 2016 | "Sparkling"                                                                                                | Good Timing       | Có       | Baro                                                 | Có       | RWAM                       |
| 2016 | "To My Star"                                                                                               | Good Timing       | Có       | Baro                                                 | Có       | Gureum                     |
| 2017 | "Love You Love You"                                                                                        | 4                 | Có       | UNO Blaqlo                                           | Có       | RWAM                       |
| 2017 | "Blue Moon"                                                                                                | 4                 | Có       | SoichiroK                                            | Có       | RWAM                       |
| 2017 | "Thank You Hate You"                                                                                       | 4                 | Có       | Narumi Yamamoto                                      | Có       | Choi Myeong-hwan           |
| 2017 | "Call Me"                                                                                                  | Rollin'           | Có       | Baro                                                 | Có       | Choi Myeong-hwan           |
| 2018 | "Mommy Mommy"                                                                                              | Aerumade          | Có       | RWAM, Kurt, Haru                                     | Có       | RWAM, Kurt                 |
| 2018 | "Maze" (迷路)                                                                                              | 5                 | Có       | Haru                                                 | Có       | Choi Myeong-hwan           |
| 2018 | "Every Time"                                                                                               | 5                 | Có       | Baro, Dew                                            | Có       | Choi Myeong-hwan           |
| 2019 | "A Day of Love"                                                                                            | —                 | Có       | —                                                    | Có       | Kwak Woo-ram               |
| 2019 | "사선 (斜線) (Oblique Line)"                                                                               | One Fine Day      | Có       | —                                                    | Có       | RWAM, Houdini              |
| 2020 | "Like a Movie" (영화처럼)                                                                                  | Origine           | Có       | RWAM                                                 | Có       | RWAM, Lee Hansol           |
| 2020 | "What Is Love?" (오렌지색 하늘은 무슨 맛일까?)                                                             | Origine           | Có       | RWAM                                                 | Có       | RWAM                       |
| 2020 | "Diving"                                                                                                   | Origine           | Có       | RWAM                                                 | Có       | Sandeul, RWAM              |
| 2020 | "Weightless" (CNU solo) (feat. Bibi) (무중력)                                                              | Origine           | Có       | —                                                    | Có       | Houdini                    |
| 2020 | "Wish" (바람)                                                                                              | Origine           | Có       | —                                                    | Có       | RWAM                       |
| 2020 | "Narsha" (나르샤)                                                                                          | Origine           | Có       | —                                                    | Có       | Houdini, RWAM              |
| 2020 | "Tonight"                                                                                                  | Origine           | Có       | —                                                    | Có       | RWAM                       |
| 2020 | "Let's Meet in a Summer Where We Can Have a More Burning Love (For BANA)" (더 뜨겁게 사랑할 여름에 만나요) | Origine           | Có       | Sandeul, Gongchan, RWAM                              | Có       | Sandeul, RWAM, Jeong Wangi |

## Các phim đã đóng

### Phim truyền hình
| Năm  | Tên              | Vai         | Nền tảng | Ghi chú |
| ---- | ---------------- | ----------- | -------- | ------- |
| 2012 | Sent from Heaven | Shin-woo    | KBS      |         |
| 2018 | Ms. Ma, Nemesis  | Bae Do-hwan | SBS      | [ 10 ]  |

### Kịch
| Năm  | Tên                  | Vai            | Ghi chú |
| ---- | -------------------- | -------------- | ------- |
| 2015 | Chess                | Anatoly Karpov |         |
| 2016 | The Three Musketeers | d'Artagnan     |         |
| 2017 | Hamlet               | Hamlet         |         |
| 2021 | Gwangju              | Park Han Su    |         |

### Đã xuất hiện trong video âm nhạc
| Năm  | Bài hát | Ca sĩ     | Album                     |
| ---- | ------- | --------- | ------------------------- |
| 2013 | Frozen  | Shin Bora | Album đơn đầu tiên “꽁꽁” |